# Burebista
Burebista († frühestens 44 v. Chr.) war der erste König des vereinigten Reiches der Daker. Er vereinigte, teils mit Gewalt, die geto-dakischen Stämme und wurde ihr König. In seiner Regierungszeit trat das neu entstandene Dakerreich auch in politische Beziehungen zu den Römern ein, die beinahe zu einer größeren kriegerischen Auseinandersetzung geführt hätten. Bevor es dazu kam, wurden jedoch die beiden politischen Anführer umgebracht, Burebista einerseits und Julius Caesar andererseits.

## Leben

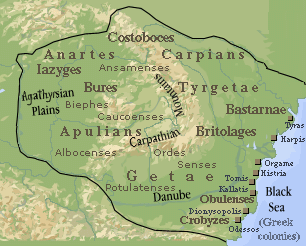
Hypothetische Maximalausdehnung des Gebietes unmittelbarer Herrschaft und stärkeren Einflusses der Daker-Könige Decebalus und Burebista

Burebista fügte dem dakisch-getischen Kernland weitere Gebiete hinzu: Nach 55 v. Chr. und wahrscheinlich vor 48 v. Chr. eroberte Burebista das Ufer des Schwarzen Meeres und unterwarf die dortigen griechischen Städte von Olbia bis Apollonia. Die direkte Konfrontation mit Rom scheint er dagegen tendenziell eher vermieden zu haben. 50 v. Chr. versuchten die Daker Noricum zu erobern, wurden aber von den Norikern unter ihrem König Voccio geschlagen.
Teilweise wird vermutet, dass zunächst ein Ort namens Argedava als dakische Hauptstadt gedient habe – dies beruht jedoch auf der unsicheren Interpretation einer unvollständig erhaltenen zeitgenössischen Inschrift. Später entwickelte sich unter Burebista die Festung Sarmizegetusa Regia zum Zentrum des Dakerreiches. Auf der Höhe seiner Macht erstreckte sich das Reich von Burebista über eine Fläche, die von der mittleren Donau bis zum Schwarzen Meer reichte.
Zu einem unbekannten Zeitpunkt besiegte er die verbündeten keltischen Stämme der Boier und Taurisker unter Kritosiros, die zuvor an der mittleren Donau in der heutigen Slowakei gelebt hatten und nun nach Osten in dakische Interessenssphären expandierten. Traditionell wurde diese Auseinandersetzung in der Forschung häufig in den 60er oder 50er Jahren v. Chr. angesetzt, vielfach sogar konkret in die Jahre 60/59 v. Chr. Robert Göbl hat aber durch eine Analyse der Münzfunde wahrscheinlich gemacht, dass die Vernichtung der boischen Krieger um Kritasiros erst 41/40 v. Chr. stattfand, eine Neudatierung, die Gerhard Dobesch nach einer Analyse der geschichtlichen Zusammenhänge und verfügbaren Informationen als plausibel einstuft.
Im Jahr 48 v. Chr. ging Burebista eine Allianz mit Gnaeus Pompeius Magnus ein, der gerade im römischen Bürgerkrieg gegen Gaius Iulius Caesar kämpfte. Nachdem letzterer als Sieger hervorging, plante der Römer unter anderem auch einen Kriegszug gegen das dakische Reich. Nur Caesars Tod verhinderte eine Auseinandersetzung. Wenig später wurde auch Burebista das Opfer einer Intrige von dakischen Adligen, die an einer Schwächung der Zentralmacht interessiert waren. Oft wird sein Tod auf 44 v. Chr. datiert, den antiken Quellen nach ist dies jedoch nur der frühestmögliche Zeitpunkt und Burebista könnte durchaus noch einige Jahre länger gelebt haben. Sollte sein Sieg über die Boier und Taurisker erst 41/40 v. Chr. stattgefunden haben, ist dies sogar zwingend. Nach seinem Tod zerfiel das dakische Reich in mehrere Teilkönigtümer.